# تنغ دو (مازو)
تنغ دو (بالفارسية: تنگ دو) هي قرية تقع في قسم مازو الريفي، بمقاطعة أنديمشك التابعة لمحافظة خوزستان، إيران.